# Doktor Murkes samlade tystnad
Doktor Murkes samlade tystnad och andra satirer (Doktor Murkes gesammeltes Schweigen und andere Satiren) är en novellsamling skriven av Heinrich Böll, först utgiven på tyska 1958. Första svenskspråkiga översättningen gjordes av Per Erik Wahlund, och utkom 1960. En nyöversättning utkom 2015, gjord av Karin Löfdahl.

## Innehåll
Boken innehåller fem humoristiska noveller:
- Titelnovellen Doktor Murkes samlade tystnad handlar om en radiomedarbetare som samlar på bortklippta bandstumpar med tystnad, som han avlyssnar på sin fritid.
- Ej blott i juletid om en familj som tvingas fira jul året om för att behålla den psykiska stabiliteten hos faster Milla, som drabbats av ett julgransrelaterat trauma. Novellen har flera gånger lästs upp i Sveriges Radio i juletider.[1]
- Det kommer att hända något, om en fabrik med mycket högt hållen arbetsmoral.
- Dagbok från huvudstaden, om en idealistisk general och hans förhållande till historien.
- Makulatorn, om en missförstådd uppfinnare med revolutionerande tankar inom området tidsstudier.

Samlingen finns också utgiven i Delfinserien och som En bok för alla.

## Utgåvor
- 1958 – Böll, Heinrich (på tyska). Doktor Murkes gesammeltes Schweigen und andere Satiren. Köln: Kiepenheuer & Witsch. Libris 10721810
  - 1960 – Böll, Heinrich. Doktor Murkes samlade tystnad och andra satirer. PanacheserienPanacheserien. Översättning: Per Erik Wahlund. Stockholm: Bonnier. Libris 1287898
  - 2015 – Böll, Heinrich. Doktor Murkes samlade tystnad: 12 efterkrigsnoveller. Översättning: Karin Löfdahl ([Ny utg.]). Göteborg: Lindelöw. Libris 16525161. ISBN 9789185379569